# Chemin de ronde

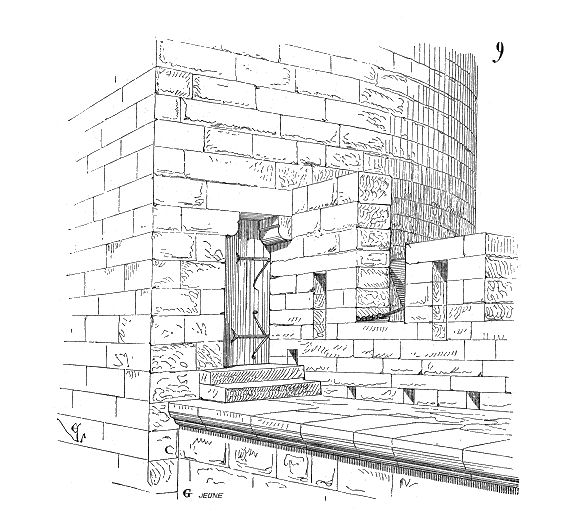
Chemin de ronde sur courtine, protégé par des créneaux percés sur les parapets et donnant accès à une porte d'entrée de tour.

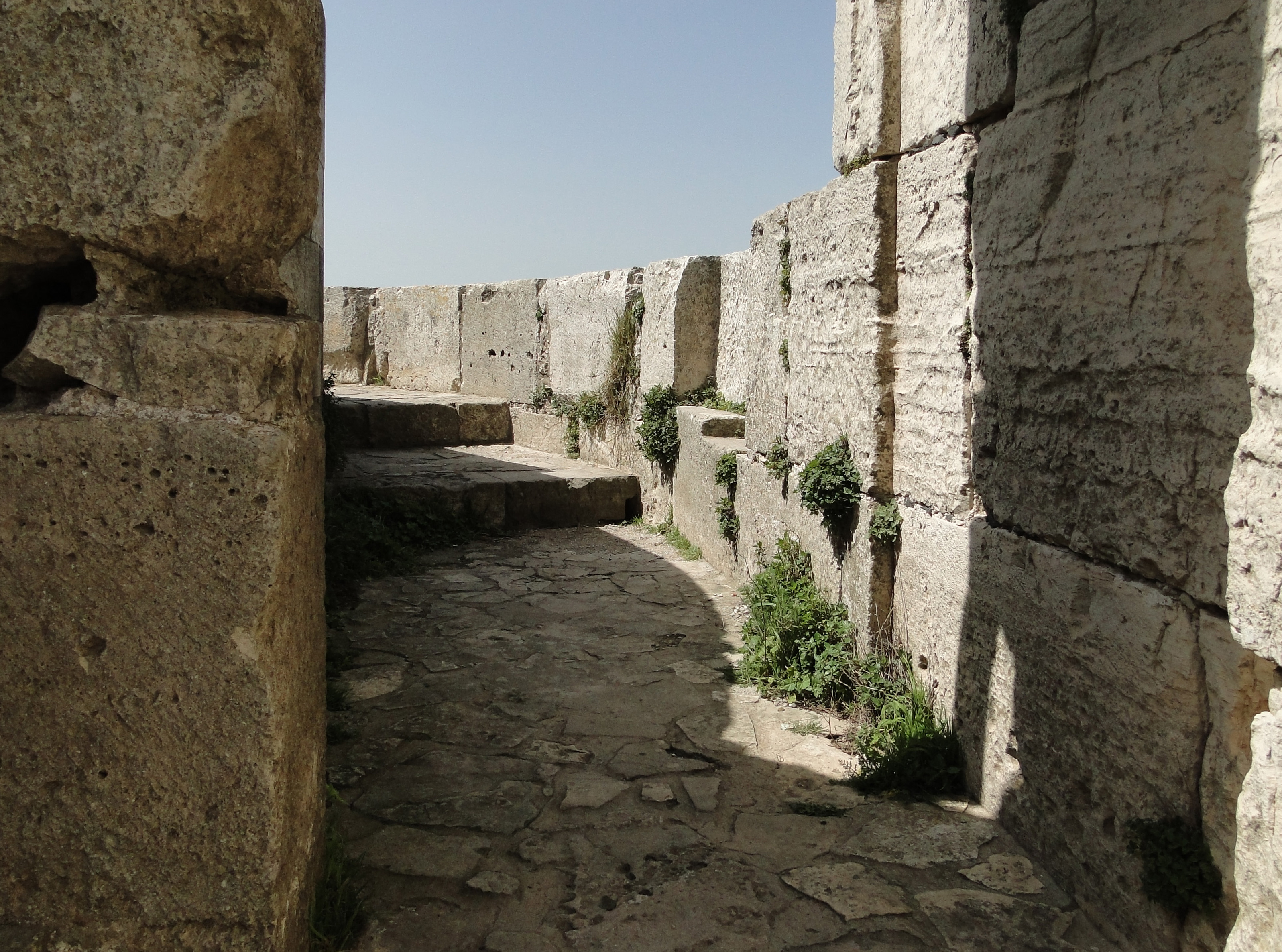
Chemin de ronde du krak des Chevaliers en Syrie.

Un chemin de ronde ou chemin de guêt est un élément d'architecture destiné à la circulation des sentinelles, consistant en une voie en position sommitale, en saillie d’une muraille, d’une courtine ou de tours d’une fortification. Il est généralement protégé par un parapet crénelé et équipé de hourds ou de mâchicoulis. Il peut être en saillie interne (chemin de rond interne) ou externe (chemin de ronde externe), à jour ouvert ou couvert par un toit, une ou deux galeries.

## Présentation
Dans les fortifications primitives, les enceintes sont constituées de levées de terre, les terrées, dont le sommet du talus extérieur est aménagé de chemin de ronde. Ces enceintes deviennent progressivement maçonnées. Le mur est également aménagé de chemin de ronde qui permet de parcourir son sommet, tout en étant protégé par le parapet, plaçant les défenseurs dans une position avantageuse pour le corps à corps et le tir.
La sentinelle se cachait derrière les merlons et tirait là où il y avait les créneaux.
L'historien Charles Coulson considère que le parapet crénelé a plus une fonction symbolique, sa valeur militaire étant accessoire. Le crénelage serait plus un moyen pour le seigneur de manifester sa volonté d'ostentation et de dissuasion.
À la fin du XIVe siècle se développent des dispositifs de dédoublement de défense. Le château de Pierrefonds présente cette innovation avec son chemin de ronde à double niveau : les tours et les courtines sont couronnées d’un premier chemin de ronde couvert d’une toiture, percé de mâchicoulis et d’archères cruciformes ; un second chemin de ronde, en retrait, le  surmonte. Découvert, porté sur simple encorbellement et disposant de créneaux et d’archères, il assure un niveau de commandement. Ce dispositif défensif des chemins de ronde superposés est fréquemment repris au XVe siècle (château de Langeais).

## Galerie

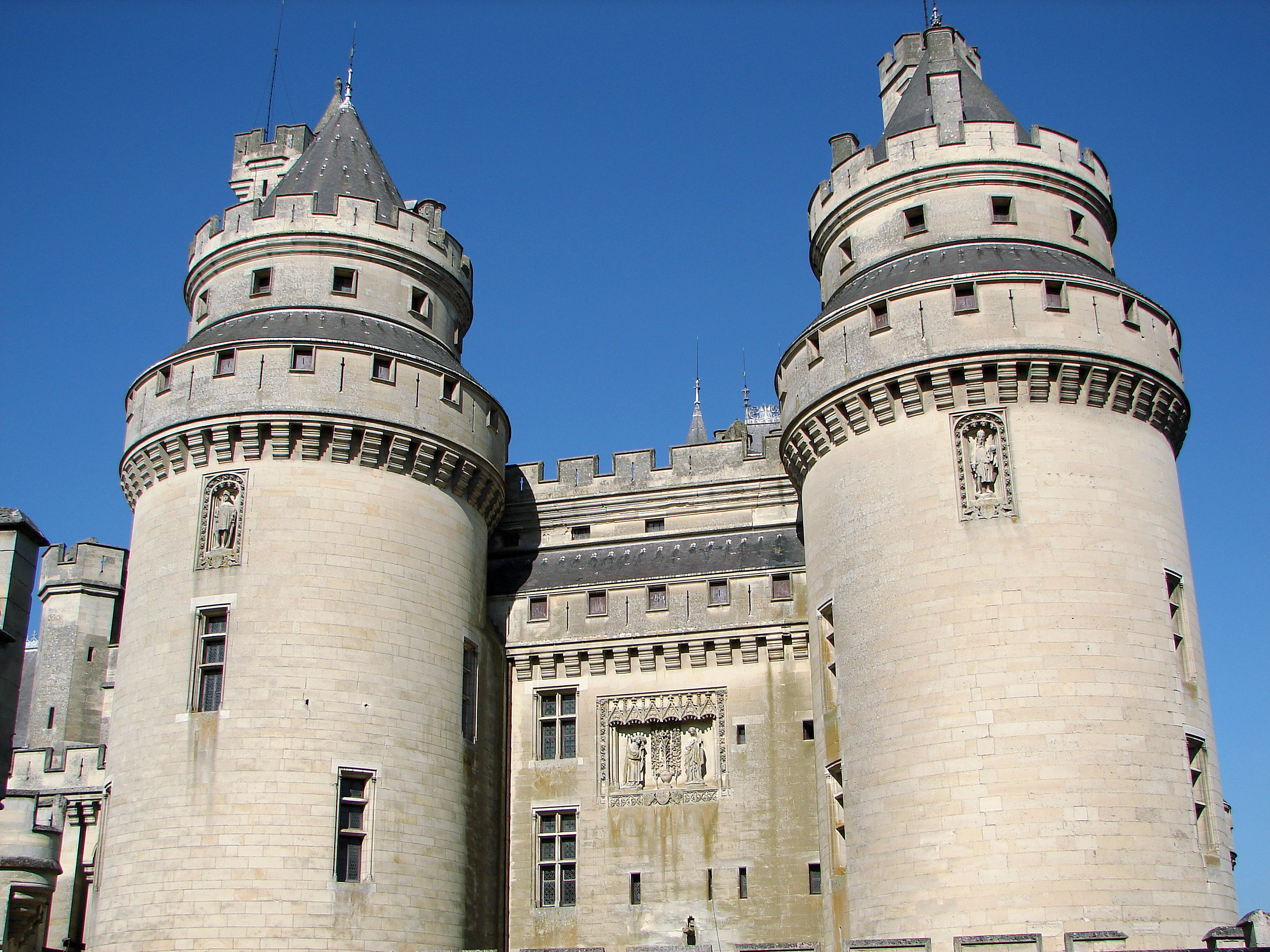
Chemin de ronde à double niveau du château de Pierrefonds.
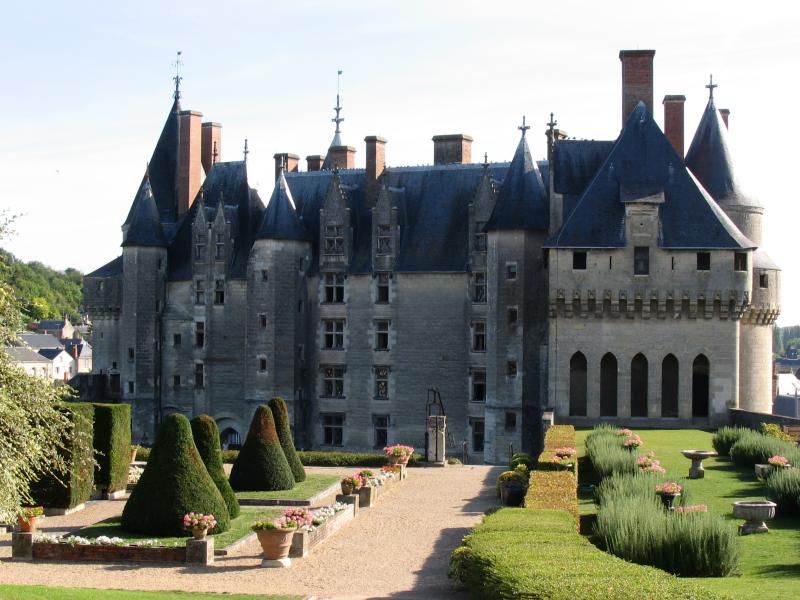
Chemins de ronde superposés au château de Langeais.
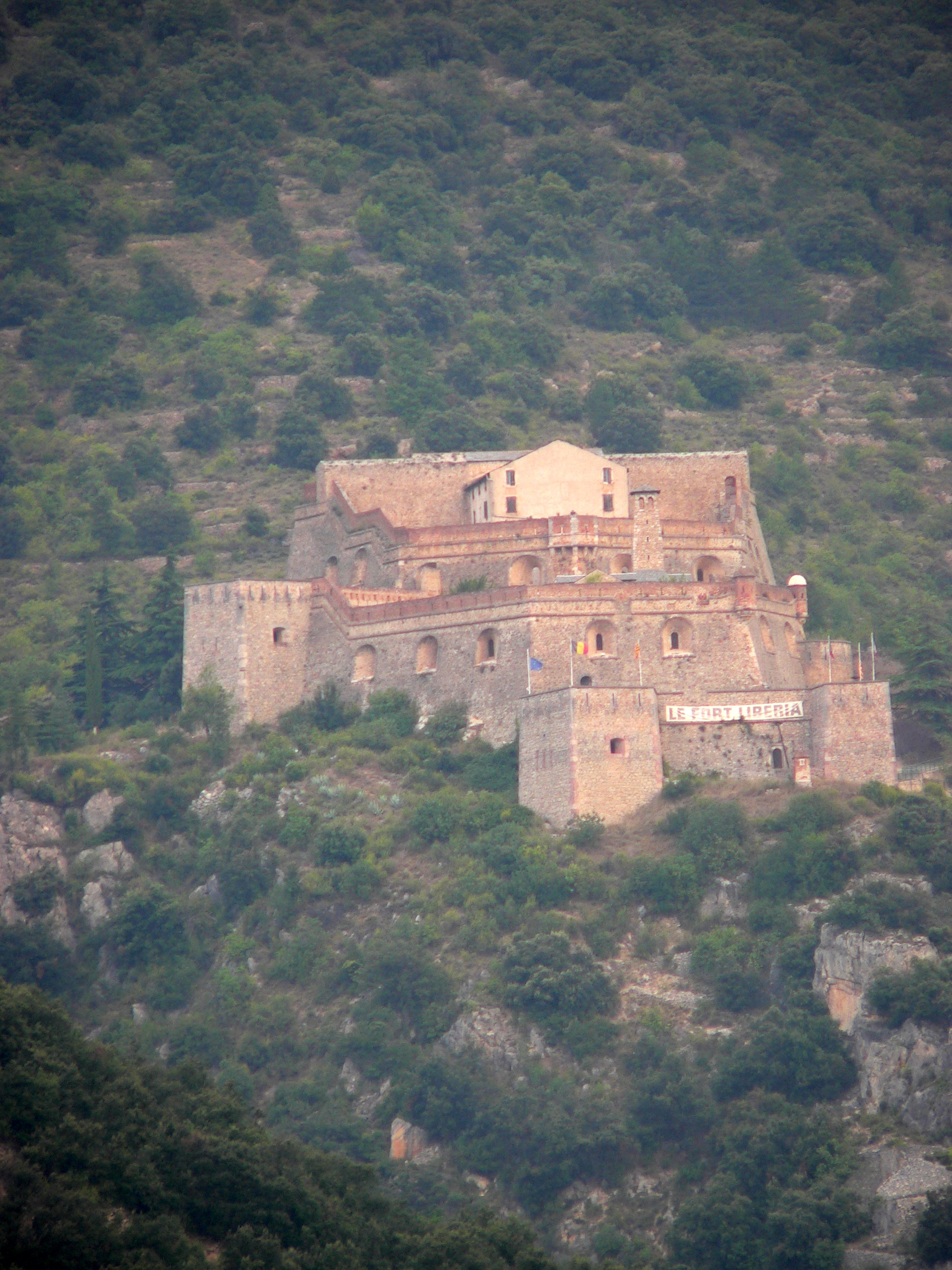
Fort Libéria, citadelle Vauban de Villefranche-de-Conflent.
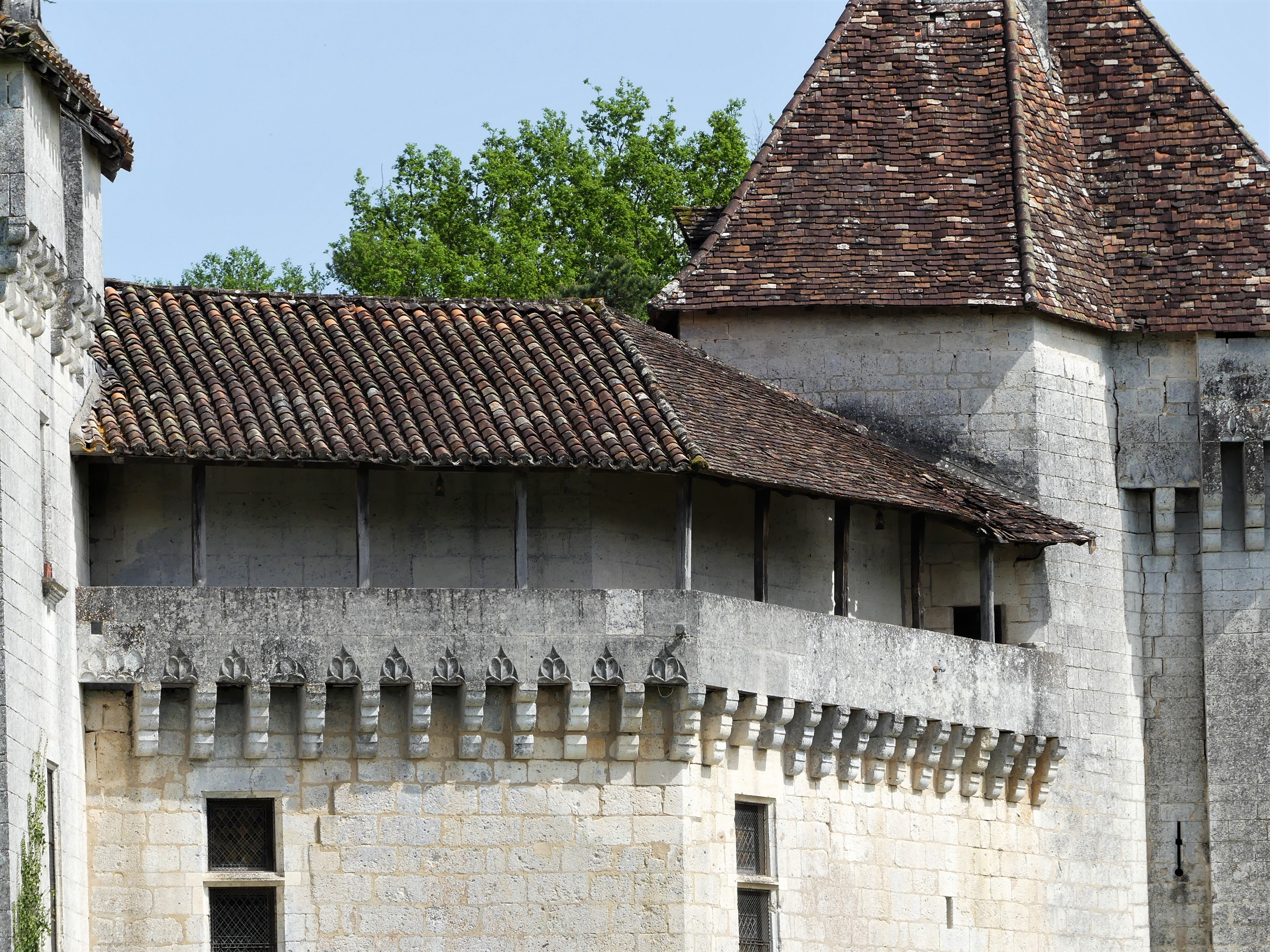
Chemin de ronde couvert du château de Caussade.
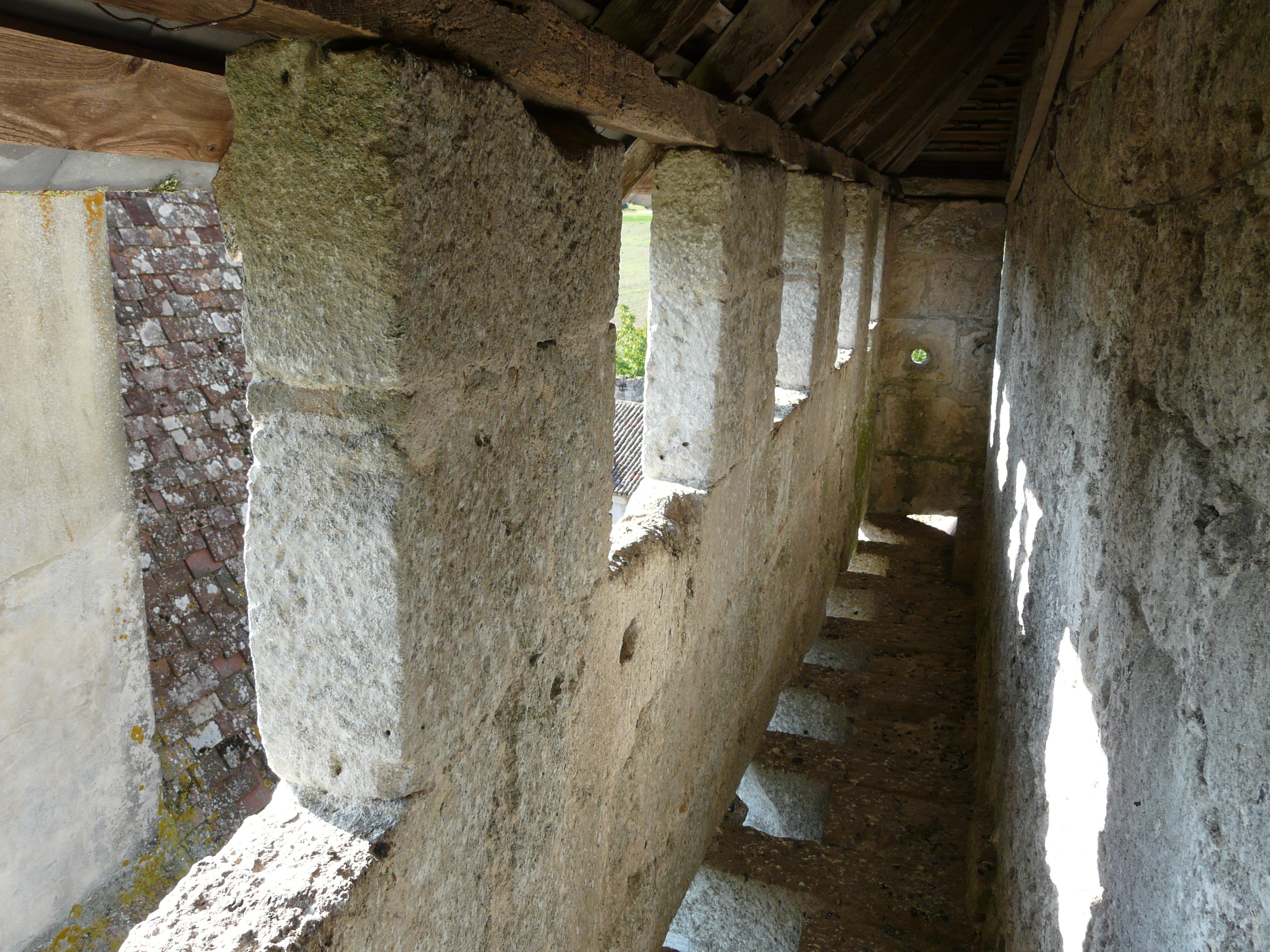
L'intérieur du chemin de ronde du château de Gageac à Gageac-et-Rouillac.
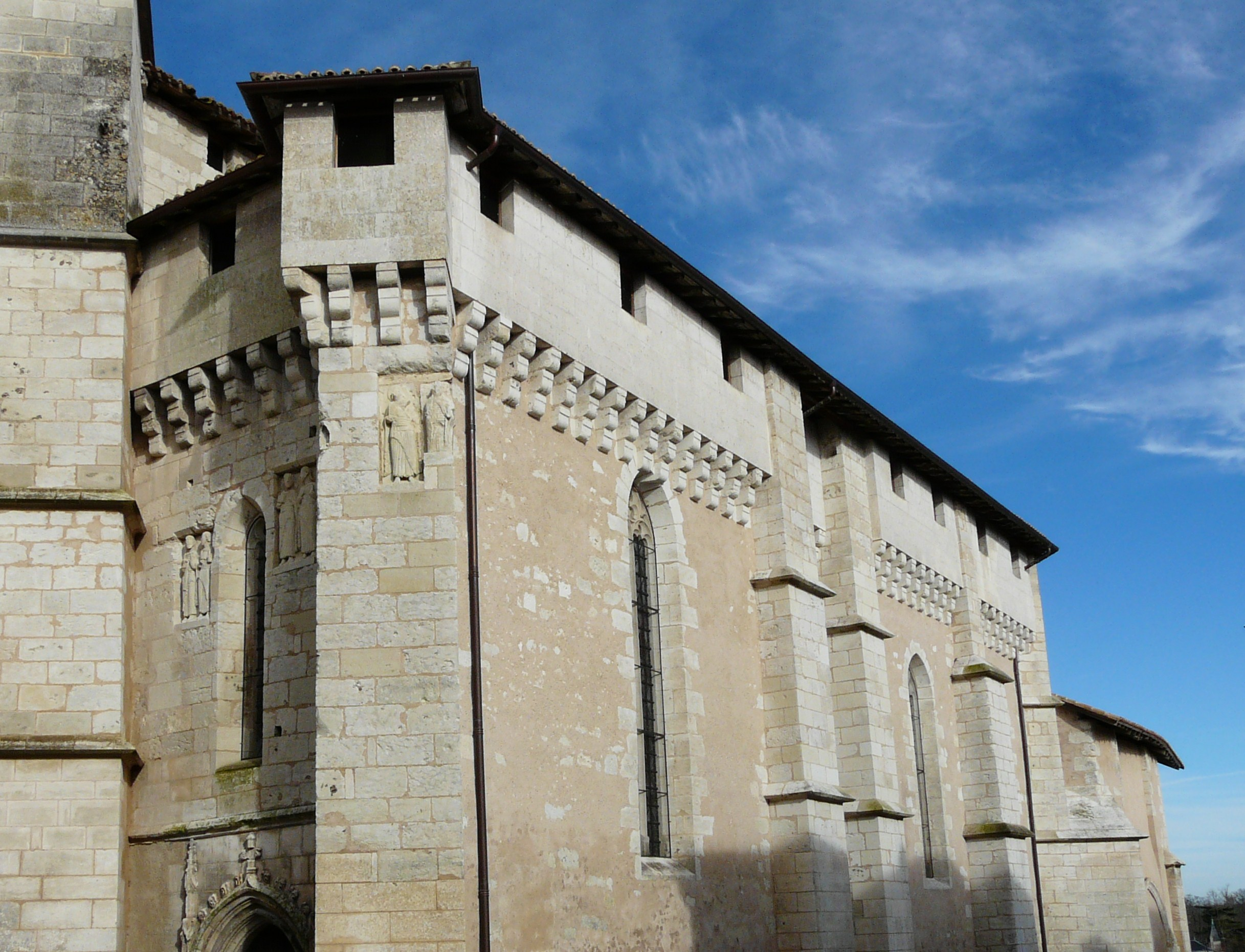
Le chemin de ronde de l'église de Saint-Astier.